# Yola Berrocal
Yolanda del Prado Pascual Berrocal, coneguda com a  'Yola Berrocal'  (Ciudad Real, 15 setembre de 1970), és un personatge mediàtic d'Espanya que ha fet alguns treballs com ballarina, cantant i actriu.

## Biografia
Filla de Manuel Pascual, doctor enginyer de mines, i de María de el Rosario Berrocal, decoradora, va créixer a Pozuelo de Alarcón, a Madrid, i va estudiar Art Dramàtic. La seva primera aparició en televisió va ser el 1994 al programa "Cómo lo ves?" presentat per Joaquín Prat, on va anar amb la seva família com a concursant. El 1997 va aparèixer com ballarina al programa Risas y estrellas de José Luis Moreno. El 2003 va participar en el reality show de Telecinco Hotel Glam  i va guanyar. És un personatge habitual en el periodisme de cor. S'ha sotmès a diverses operacions d'augment de pit.
El 2004 Antonio Ortega va utilitzar la seva imatge per un dels seus inusuals projectes, que consistia en obrir una oficina durant una exposició a la Fundació Miró per aconseguir fons d'empreses per tal de reproduir la seva figura. Al febrer de 2006 va aparèixer de nou a la portada de la revista  Interviú  amb el titular: "Posaré de moda els pits grans a Espanya". En l'estiu d'aquest mateix any es va presentar com a candidata a l'alcaldia de Marbella creant el partit Yıl, Yola Independent Liberal.
El 2007 per treballar com a col·laboradora al programa Sabías a lo que venías de la Sexta, en el qual un cop a la setmana donava la seva particular opinió sobre llibres que prèviament havia llegit. Va aparèixer a  Sálvame  al juny de 2009. El 2011 va entrar al seu segon reality El reencuentro. Es participava en parelles i al costat de Juan Miguel, va guanyar de nou. El 2012 va formar un nou grup musical, Atrevidas, amb Sonia Monroy, i la cançó més coneguda va ser una versió de la cançó de Sabrina Boys (Summertime Love).
Ha actuat com a figurant per Santiago Segura, i en gairebé 60 programes de televisió. L'11 d'abril de 2016 es va anunciar el seu fitxatge com a concursant de Supervivientes 2016, on va aconseguir el segon lloc a la final. Quatre anys més tard, va entrar en La casa fuerte, on va concursar com a companya de Leticia Sabater, proclamant finalment les dues com a guanyadores.